# Romazy
Romazy (bret. Rovazil) – miejscowość i gmina we Francji, w regionie Bretania, w departamencie Ille-et-Vilaine.
Według danych na rok 1990 gminę zamieszkiwały 263 osoby, a gęstość zaludnienia wynosiła 37 osób/km² (wśród 1269 gmin Bretanii Romazy plasuje się na 964. miejscu pod względem liczby ludności, natomiast pod względem powierzchni na miejscu 944.).